# Пальки
Па'льки — деревня в Гагаринском районе Смоленской области России. Входит в состав Акатовского сельского поселения. Население — 2 жителя (2007 год). 
Расположена в северо-восточной части области в 9 км к северо-востоку от Гагарина, в 11 км севернее автодороги М1 «Беларусь». В 7 км южнее деревни расположена железнодорожная станция Колесники на линии Москва — Минск.

## История
В годы Великой Отечественной войны деревня была оккупирована гитлеровскими войсками в октябре 1941 года, освобождена в марте 1943 года.